# Trögds och Åsunda kontrakt
Trögds och Åsunda kontrakt var ett kontrakt inom Svenska kyrkan i Uppsala stift. Det upphörde 31 december 2004 och dess församlingar övergick då i Enköpings kontrakt.
Kontraktskod var 0107

## Administrativ historik
Kontraktet bildades 1936  av 
Trögds kontrakt med
- Veckholms församling
- Kungs-Husby församling
- Torsvi församling
- Litslena församling
- Hacksta församling
- Löts församling
- Lillkyrka församling
- Boglösa församling
- Husby-Sjutolfts församling
- Vallby församling
- Arnö församling som upplöstes 1943
- Villberga församling
- Härkeberga församling även när den före 1962 var annexförsamling till Långtora församling i Lagunda och Hagunda kontrakt (Lagunda kontrakt före 1928)

Åsunda kontrakt med
- Enköpings församling
- Vårfrukyrka församling som 1972 uppgick i Enköpings församling
- Tillinge församling
- Svinnegarns församling
- Enköpings-Näs församling
- Teda församling
- Sparrsätra församling
- Breds församling

1998 tillfördes från Fjärdhundra kontrakt
- Simtuna församling
- Altuna församling
- Frösthults församling
- Torstuna församling
- Österunda församling
- Härnevi församling

1998 tillfördes från Lagunda kontrakt
- Gryta församling
- Giresta församling
- Fröslunda församling
- Långtora församling
- Nysätra församling
- Biskopskulla församling
- Hjälsta församling
- Fittja församling
- Holms församling
- Kulla församling